# Méridiéla
Méridiéla is een gemeente (commune) in de regio Sikasso in Mali. De gemeente telt 13.900 inwoners (2009).
De gemeente bestaat uit de volgende plaatsen:
- Badjila
- Bambélé
- Bignan
- Diamou
- Djindie
- Domba
- Donkerila
- Dontambougou
- Falaba
- Faladies
- Fegnana
- Kalako
- Kokala
- Kondjila
- Kotieni
- Krokoro
- Méridiéla
- N'Tenkoni
- N'Tonfala
- Naagala
- Nérékoro
- Sirakoro
- Siranikoro
- Siriba
- Sobala
- Tiamba
- Tiemala
- Tonokoro
- Zanifina